# Joaquim Ferreira Gomes
Joaquim Ferreira Gomes (Olival, 18 de outubro de 1928 — Vila Nova de Gaia, 27 de janeiro de 2002) foi professor catedrático da Universidade de Coimbra e fundador da sua Faculdade de Psicologia e de Ciências da Educação.
Considerado o «pai fundador» das Ciências da Educação em Portugal, dedicou-se à História da Educação e à formação de professores.
Publicou uma vasta bibliografia no domínio da Filosofia, da História e da Pedagogia.

## Biografia
Joaquim Ferreira Gomes, filho de António Gomes de Brito e de Maria Augusta Ferreira, nasceu na freguesia do Olival (Vila Nova de Gaia), no lugar de Lavadorinhos, em 18 de 0utubro de 1928.
Após completar o Curso Teológico no Seminário de Coimbra, em 1951, seguiu para Roma, tendo-se licenciado em Filosofia na Universidade Gregoriana, em 1953.
Regressado a Portugal, ingressou na Universidade de Coimbra, tendo-se licenciado em Ciências Histórico-Filosóficas na sua Faculdade de Letras, em 1960 e doutorado, em 1965, em Filosofia, na mesma Universidade.
Fez as suas provas de agregação em 1970 e concurso para professor catedrático da Secção de Ciências Pedagógicas da Faculdade de Letras da Universidade de Coimbra, em março de 1974.
Dedicou toda a sua vida à Universidade de Coimbra, enquanto docente e investigador e nos seus órgãos de gestão.
Foi particularmente determinante na criação dos Cursos Superiores de Psicologia, em 1977, que vieram a dar lugar à criação, em 1980, das Faculdades de Psicologia e de Ciências da Educação.
Foi Presidente da Comissão Instaladora do Curso Superior de Psicologia (1977-1981), Presidente do Conselho Directivo (1981-1991) e Presidente do Conselho Científico (1981-1983; 1985-1986 e 1988-1995) da Faculdade de Psicologia e de Ciências da Educação.
Foi membro da Academia Portuguesa da História, do Instituto de Coimbra,  da Association Internationale de Pédagogie Expérimentale de Langue Française, da Comparative Education Society in Europe, da International Standing Conference for the History of Education e da World Association for Educational Research.

## Obra
Joaquim Ferreira Gomes publicou uma vasta obra nas áreas da Filosofia, da História e da Pedagogia, com mais de uma vintena de livros publicados (alguns dos quais traduções do latim) e mais de uma centena de artigos publicados, para além de mais de uma dezena de traduções de línguas vulgares.

## Algumas obras[6]
- Dez Estudos Pedagógicos. Coimbra: Livraria Almedina, 1977.
- A Educação Infantil em Portugal. Coimbra: Livraria Almedina, 1977.
- Estudos para a História da Educação no Século XIX. Coimbra: Livraria Almedina, 1980.
- O Marquês de Pombal e as Reformas do Ensino. Coimbra: Livraria Almedina, 1982.
- Estudos de História e de Pedagogia. Coimbra: Livraria Almedina, 1984.
- Relatórios do Conselho Superior de Instrução Pública (1844-1859): Introdução e Transcrição. Lisboa, Instituto Nacional de Investigação Científica, 1985.
- Novos Estudos de História e de Pedagogia. Coimbra: Livraria Almedina, 1986.
- A Mulher na Universidade de Coimbra. Coimbra: Livraria Almedina, 1987.
- História da Educação em Portugal. Lisboa: Livros Horizonte, 1988. (Em colaboração com Rogério Fernandes e Rui Grácio).
- A Escola Normal Superior da Universidade de Coimbra (1911-1930). Lisboa: Instituto de Inovação Educacional, 1989.
- Autos e Diligências de Inquirição: Contribuição para a história da Universidade de Coimbra no Século XVII. Lisboa: Fundação Calouste Gulbenkian, 1989.
- A Universidade de Coimbra Durante a Primeira República (1910-1926). Lisboa, Instituto de Inovação Educacional, 1990.
- Estudos para a História da Universidade de Coimbra. Coimbra: Livraria Minerva, 1991.
- Para uma História da Educação em Portugal. Porto: Porto Editora, 1995.
- Novos Estudos de História da Educação. Coimbra: Quarteto Editora, 2001.